# Mancs (kutya)
Mancs (teljes nevén Miskolci Sátán Mancs; 1994 – 2006. október 22.) németjuhász kan kutya, a miskolci Spider Mentőcsoport mentőkutyája. Világszerte több mentésben is részt vett és minden idők egyik legjobb magyar mentőkutyája volt. Tiszteletére szobrot emeltek és teret is elneveztek Miskolcon.

## Élete
Születésekor 11 testvére volt az alomban. Hat hónapos korában gazdája észrevette, hogy egyik hátsó lábát nem használja rendesen. Az állatorvos diszpláziát állapított meg, vagyis a csontfeje nem fejlődött ki rendesen. Egy házilag átalakított szíjkengyel segítségével fél év alatt sikerült korrigálni a fejlődési rendellenességet.
Gazdájával, Lehoczki Lászlóval több sikeres mentőakcióban is részt vett. Igazán híressé az 1999-es izmiti földrengés tette, amikor egy hároméves kislányt mentettek ki a segítségével a romok alól, miután már 82 órája ott tartózkodott. Mancs részt vett a mentésben többek között a 2001-es salvadori és indiai földrengéseknél is. A kiképzésnek köszönhetően víz alatti holttestet is képes volt jelezni, valamint egyazon helyszínen helyesen jelzett élő és halott embert is. Ez a teljesítménye és sok-sok bevetése minden idők egyik legjobb magyarországi mentőkutyájává emelte.
2006 októberében tüdőgyulladást kapott és elpusztult, gazdája a nyilvánosság kizárásával saját kertjében temette el. Az ezt követő egy hónapban belvárosi szobra valóságos búcsújáró hellyé vált, naponta több gyertyát gyújtottak előtte.
2015-ben a mentőcsapat az Európai Polgár díjban részesült húsz évnyi munkájuk elismeréseként. Hatira Kaplan, a kislány, akit Mancs 1999-ben megmentett, díszvendégként vett részt az ünnepségen és ellátogatott Mancs szobrához.

## Szobrai

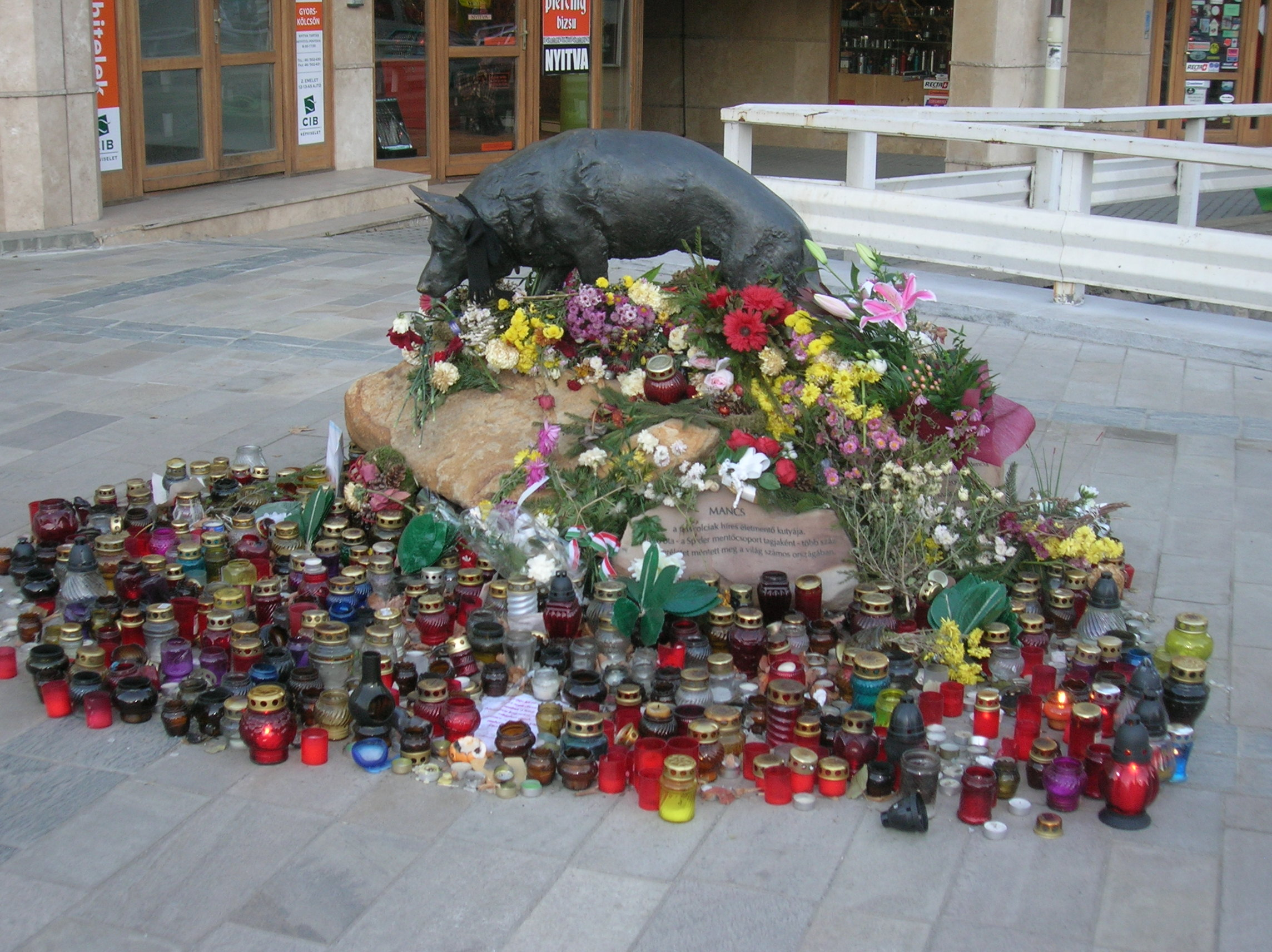
Mancs szobra gyertyákkal

2004 decemberében avatták fel Mancs szobrát Miskolc belvárosában, a Villanyrendőr néven ismert kereszteződés mellett, a Szinva patak partján, a Szinva terasszal átellenben. A szobrot Szanyi Borbála szobrászművész készítette.
A szobor táblájának felirata:
MANCS 
a miskolciak híres életmentő kutyája. 
1996 óta – a Spider mentőcsoport tagjaként – több száz
emberéletet mentett meg a világ számos országában.
A szobor területét. illetve környékét, vagyis a Szemere Bertalan utca, az Arany János utca és a Szinva-híd közötti közterületet 2023. május 25-én a város közgyűlése Mancs tér névre keresztelte el.
2023 márciusában a szobor másolatát felállították a törökországi İzmit városban, Novák Katalin köztársasági elnök jelenlétében.
Mancsot miniszobor is ábrázolja, ez Plank Antal alkotása, és 2023-ban helyezték el a miskolctapolcai miniszobrok között.

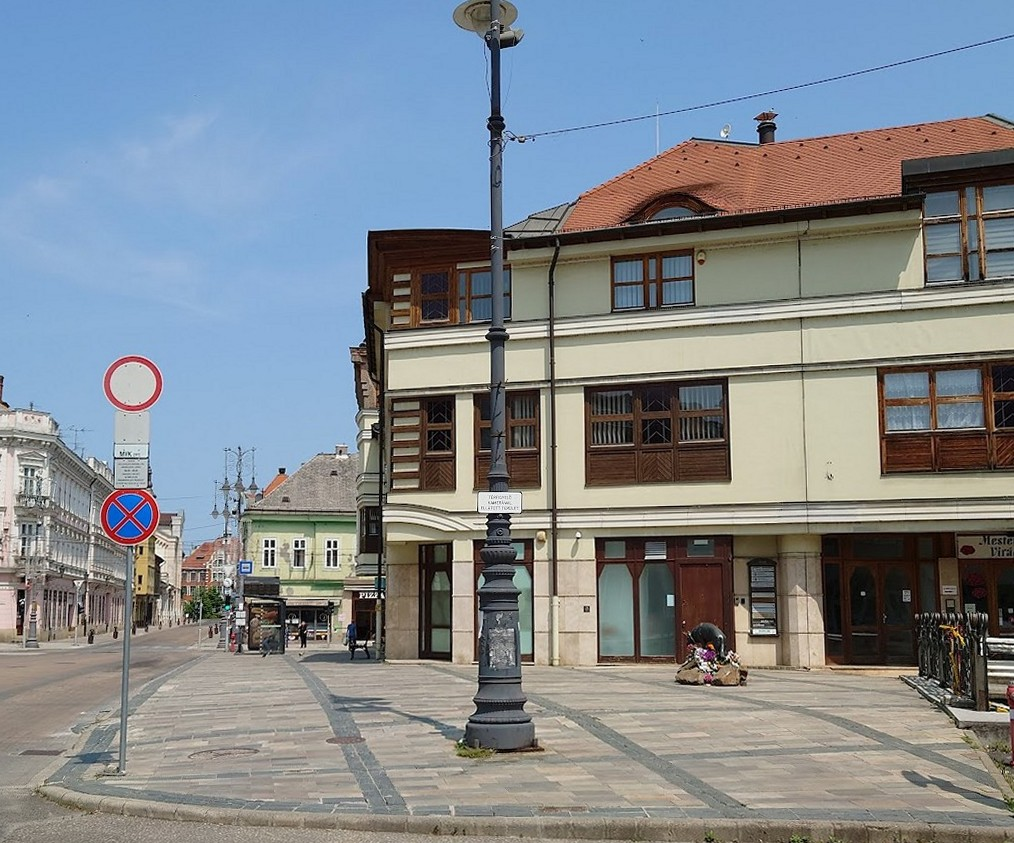
A Mancs tér
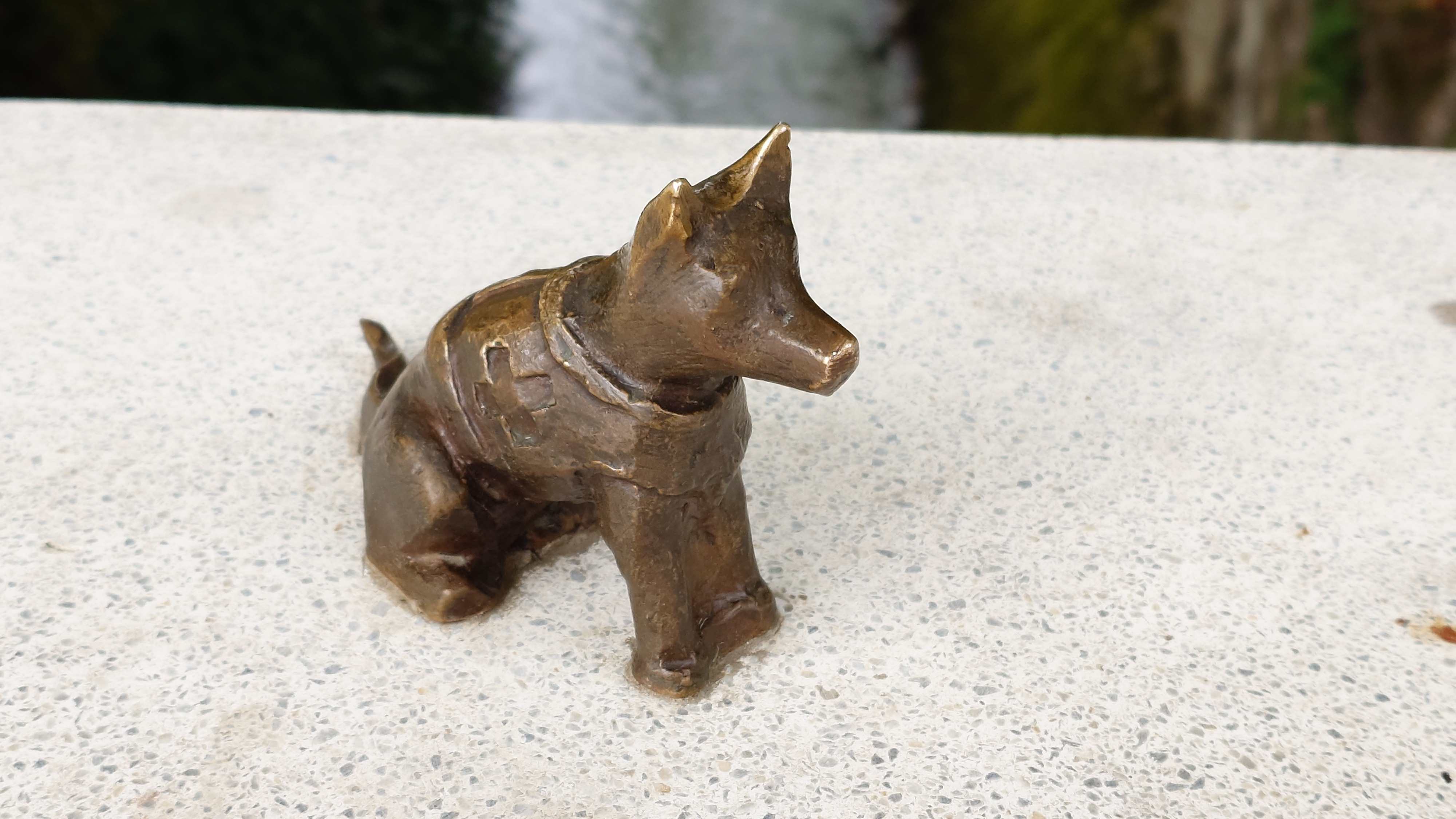
Mancs miniszobra Miskolctapolcán

## Film
2013-ban elkészült és 2015. január 29-én mutatták be a Mancs című kalandfilmet, amely valós és animációs jelenetekkel mutatja be egy fiktív mentőkutya történetét. A filmet a miskolci Mancs kutya ihlette, de nem róla szól, hanem általában tiszteleg a magyar mentőkutyák előtt.